# Pipistrelli delle Filippine
La fauna dei Chirotteri delle Filippine comprende attualmente 80 specie appartenenti a 8 famiglie, delle quali soltanto 23, circa il 29%, sono endemiche. Se si considera soltanto la famiglia degli Pteropodidi la percentuale delle forme native sale al 60%, essendo 15 specie su 25 uniche di questo arcipelago. La famiglia più numerosa è quella dei Vespertilionidi con 23 specie ma soltanto una endemica. L'origine è chiaramente indo-malese sebbene due generi di Pteropodidi, Nyctimene e Dobsonia hanno i parenti più prossimi nell'Ecozona australasiana. Il numero di specie è aumentato in maniera significativa negli ultimi anni ed al momento ci sono ancora alcune specie che attendono di essere descritte, in particolare una forma di Haplonycteris ed una di Otomops. C'è ancora qualche confusione sulla tassonomia di altre specie, come quelle del genere Miniopterus, che potrebbero rivelare nuove forme criptiche.
| In verde |  | sono contrassegnate le specie endemiche. |

## Famiglia Pteropodidae
| Specie                      | Nome comune                                        | Status IUCN |  |
| --------------------------- | -------------------------------------------------- | ----------- |  |
| Acerodon jubatus            | Volpe volante dal capo dorato                      |             |  |
| Acerodon leucotis           | Volpe volante dalle orecchie bianche               |             |  |
| Alionycteris paucidentata   |                                                    |             |  |
| Cynopterus brachyotis       | Pipistrello della frutta dal muso corto minore     |             |  |
| Desmalopex leucopterus      | Volpe volante dalle ali bianche                    |             |  |
| Desmalopex microleucopterus |                                                    |             |  |
| Dobsonia chapmani           |                                                    |             |  |
| Dyacopterus rickarti        |                                                    |             |  |
| Eonycteris robusta          |                                                    |             |  |
| Eonycteris spelaea          | Pipistrello mattutino                              |             |  |
| Haplonycteris fischeri      |                                                    |             |  |
| Harpyionycteris whiteheadi  | Pipistrello della frutta arpia                     |             |  |
| Macroglossus minimus        | Pipistrello della frutta dalla lingua lunga minore |             |  |
| Megaerops wetmorei          |                                                    |             |  |
| Nyctimene rabori            |                                                    |             |  |
| Otopteropus cartilagonodus  |                                                    |             |  |
| Ptenochirus jagori          |                                                    |             |  |
| Ptenochirus minor           |                                                    |             |  |
| Pteropus dasymallus         | Volpe volante delle Ryukyu                         |             |  |
| Pteropus hypomelanus        | Volpe volante variabile                            |             |  |
| Pteropus pumilus            |                                                    |             |  |
| Pteropus speciosus          |                                                    |             |  |
| Pteropus vampyrus           | Volpe volante malese                               |             |  |
| Rousettus amplexicaudatus   | Rossetto di Geoffroy                               |             |  |
| Styloctenium mindorensis    |                                                    |             |  |

## Famiglia Emballonuridae
| Specie                  | Nome comune | Status IUCN |  |
| ----------------------- | ----------- | ----------- |  |
| Emballonura alecto      |             |             |  |
| Saccolaimus saccolaimus |             |             |  |
| Taphozous melanopogon   |             |             |  |

## Famiglia Megadermatidae
| Specie           | Nome comune | Status IUCN |  |
| ---------------- | ----------- | ----------- |  |
| Megaderma spasma |             |             |  |

## Famiglia Hipposideridae
| Specie                 | Nome comune | Status IUCN |  |
| ---------------------- | ----------- | ----------- |  |
| Coelops robinsoni      |             |             |  |
| Hipposideros ater      |             |             |  |
| Hipposideros bicolor   |             |             |  |
| Hipposideros cervinus  |             |             |  |
| Hipposideros coronatus |             |             |  |
| Hipposideros diadema   |             |             |  |
| Hipposideros lekaguli  |             |             |  |
| Hipposideros obscurus  |             |             |  |
| Hipposideros pygmaeus  |             |             |  |

## Famiglia Rhinolophidae
| Specie                     | Nome comune | Status IUCN |  |
| -------------------------- | ----------- | ----------- |  |
| Rhinolophus acuminatus     |             |             |  |
| Rhinolophus arcuatus       |             |             |  |
| Rhinolophus borneensis     |             |             |  |
| Rhinolophus creaghi        |             |             |  |
| Rhinolophus inops          |             |             |  |
| Rhinolophus macrotis       |             |             |  |
| Rhinolophus philippinensis |             |             |  |
| Rhinolophus rufus          |             |             |  |
| Rhinolophus subrufus       |             |             |  |
| Rhinolophus virgo          |             |             |  |

## Famiglia Vespertilionidae
| Specie                   | Nome comune                    | Status IUCN |  |
| ------------------------ | ------------------------------ | ----------- |  |
| Falsistrellus petersi    |                                |             |  |
| Glischropus tylopus      |                                |             |  |
| Harpiocephalus harpia    |                                |             |  |
| Kerivoula hardwickii     |                                |             |  |
| Kerivoula papillosa      |                                |             |  |
| Kerivoula pellucida      |                                |             |  |
| Kerivoula whiteheadi     |                                |             |  |
| Murina cyclotis          |                                |             |  |
| Murina suilla            |                                |             |  |
| Myotis ater              |                                |             |  |
| Myotis horsfieldii       |                                |             |  |
| Myotis macrotarsus       |                                |             |  |
| Myotis muricola          |                                |             |  |
| Myotis rufopictus        |                                |             |  |
| Nyctalus plancyi         |                                |             |  |
| Philetor brachypterus    |                                |             |  |
| Phoniscus jagorii        |                                |             |  |
| Pipistrellus javanicus   |                                |             |  |
| Pipistrellus stenopterus |                                |             |  |
| Pipistrellus tenuis      |                                |             |  |
| Scotophilus kuhlii       |                                |             |  |
| Tylonycteris pachypus    | Pipistrello dei bambù minore   |             |  |
| Tylonycteris robustula   | Pipistrello dei bambù maggiore |             |  |

## Famiglia Miniopteridae
| Specie                   | Nome comune       | Status IUCN |  |
| ------------------------ | ----------------- | ----------- |  |
| Miniopterus australis    |                   |             |  |
| Miniopterus paululus     |                   |             |  |
| Miniopterus schreibersii | Miniottero comune |             |  |
| Miniopterus tristis      |                   |             |  |

## Famiglia Molossidae
| Specie                | Nome comune               | Status IUCN |  |
| --------------------- | ------------------------- | ----------- |  |
| Chaerephon plicatus   |                           |             |  |
| Cheiromeles parvidens | Pipistrello nudo minore   |             |  |
| Cheiromeles torquatus | Pipistrello nudo maggiore |             |  |
| Mops sarasinorum      |                           |             |  |
| Otomops sp.           |                           |             |  |